# Marc Bischofberger
Marc Bischofberger (26 de enero de 1991) es un deportista suizo que compite en esquí acrobático, especialista en la prueba de campo a través.
Participó en los Juegos Olímpicos de Pyeongchang 2018, obteniendo una medalla de plata en el campo a través.

## Medallero internacional
| Juegos Olímpicos | Juegos Olímpicos            | Juegos Olímpicos | Juegos Olímpicos |
| Año              | Lugar                       | Medalla          | Competición      |
| ---------------- | --------------------------- | ---------------- | ---------------- |
| 2018             | Pyeongchang (Corea del Sur) | Medalla de plata | Campo a través   |